# Оскар Мелер
Оскар Мелер (швед. Oscar Möller; рођен 22. јануара 1989. у Стокхолму, Шведска) професионални је шведски хокејаш на леду који игра на позицији десног крила у нападу. 
Од сезоне 2015/15. наступа у Континенталној хокејашкој лиги за руску екипу Ак Барса из Казања. Двоструки је првак Шведске са екипом Шелефтеа (у сезонама 2012/13. и 2013/14).
Са сениорском репрезентацијом Шведске освојио је бронзану медаљу на Светском првенству 2014. у Минску, уз учинак од 3 гола и 6 асистенција у 10 одиграних утакмица. 

## Клупска каријера
Мелер је са такмичарским хокејом започео као 14-огодишњак у екипи Спонга, да би потом у сезони 2005/06. играо за млађе селекције Јургордена. Потом одлази у Северну Америку где игра наредне две сезоне за јуниорску екипу Чиливак Бруинса. У међувремену учествује на улазном драфту НХЛ лиге 2007. где га је у другој рунди као 52. пика одабрала екипа Лос Анђелес Кингса. 
Први професионални уговор базиран на резултатима драфта потписује 22. априла 2008. са тимом из Лос Анђелеса (на три године). Каријеру у НХЛ лиги започиње у сезони 2008/09, а први погодак у истом такмичењу постигао је на утакмици против Колорадо Аваланча играној 20. октобра 2008. (Кингси поражени са 3:4). На 40 одиграних утакмица током дебитантске сезоне постигао је укупно 7 голова уз 8 асистенција. И током наредне две сезоне наступао је паралелно за екипу Киингса и њихову АХЛ филијалу Манчестер Монархсе. 
По истеку трогодишњег уговора са Кингсима, Мелер одлучује да се врати у Европу где потписује двогодишњи уговор са екипом Шелефтеа из елитне лиге Шведске. Већ на премијерној утакмици против Ферјестада играној 15. септембра 2011. Мелер је постигао и свој први гол у лиги, а целу сезону окончао је са укупно 21 голом и 24 асистенције на укупно 73 одигране утакмице. Његов Шелефтео је те сезоне освојио сребрну медаљу, пошто је у финалу плејофа изгубио од Бринеса укупним резултатом 2:4 у победама. 
Наредну сезону окончао је са титулом националног првака, што му је донело продужетак уговора са тимом на 4 године. Међутим након само једне одигране сезоне новог уговора, у којој је освојена друга узастопна титула националног првака, Мелер споразумно раскида уговор са клубом и прелази у редове руског Ак Барса са којим потписује петогодишњи уговор (почев од сезоне 2014/15).

## Репрезентативна каријера
Играо је за све млађе селекције Шведске, са којима је освојио укупно три медаље: бронзу на светском првенству за играче до 18 година 2007, те два сребра на првенствима за играче до 20 година 2008. и 2009. године.
Био је део националног тима који је на СП 2014. у Минску освојио бронзану медаљу. На том турниру Мелер је одиграо свих 10 утакмица и остварио статистички учинак од 9 поена, односно 3 гола и 6 асистенција.